# 노바스코샤주
노바스코샤주(영어: Nova Scotia, 라틴어: Nova Scotia←"새 스코틀랜드에서", 프랑스어: Nouvelle-Écosse)는 캐나다 동부 대서양 연안에 있는 주(州)이며, 주도(州都)는 핼리팩스이다. 대서양에 접한 반도이며 북서쪽으로 본토와 유일하게 육지로 연결되는 뉴브런즈윅주와 경계를 접한다. 주 이름의 의미처럼, 스코틀랜드 문화가 강한 주이며, 스코틀랜드계 주민이 29.3%를 차지한다. 루시 모드 몽고메리의 빨간 머리 앤에서 앤의 고향이 바로 이곳 노바스코샤이다.

## 역사

### 초기의 거주민들

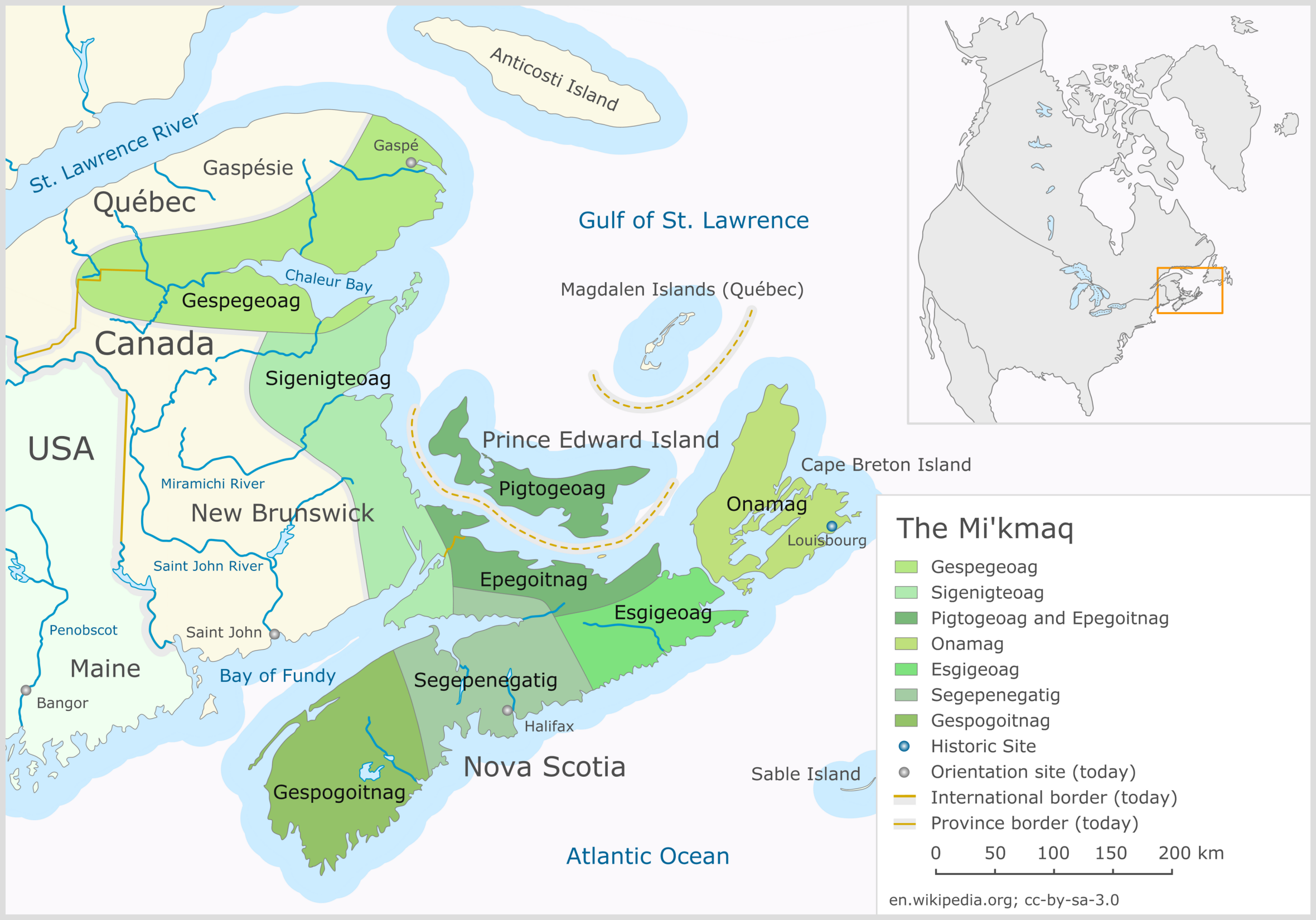
미크마크 영토를 보여주는 지도

최소한 10,000년 전 노바스코샤에 인류가 살았다. 고고학자들이 구석기 시대 인디언으로 부르는 가장 초기 주민들은 주로 순록의 떼 옆에 살던 사냥꾼들이었다. 유럽인들이 처음으로 노바스코샤에 도달하였을 때 미크마크족이 그 지역에 살았다. 오늘날 미크마크족은 자신들이 노바스코샤 주에서 가장 초기의 주민들의 자손이라고 여긴다. 초기 거주민들은 여름에 해안을 따라 낚시를 하였으며, 겨울에는 산림의 내륙 지방에서 사냥을 하였다.

### 탐험과 정착

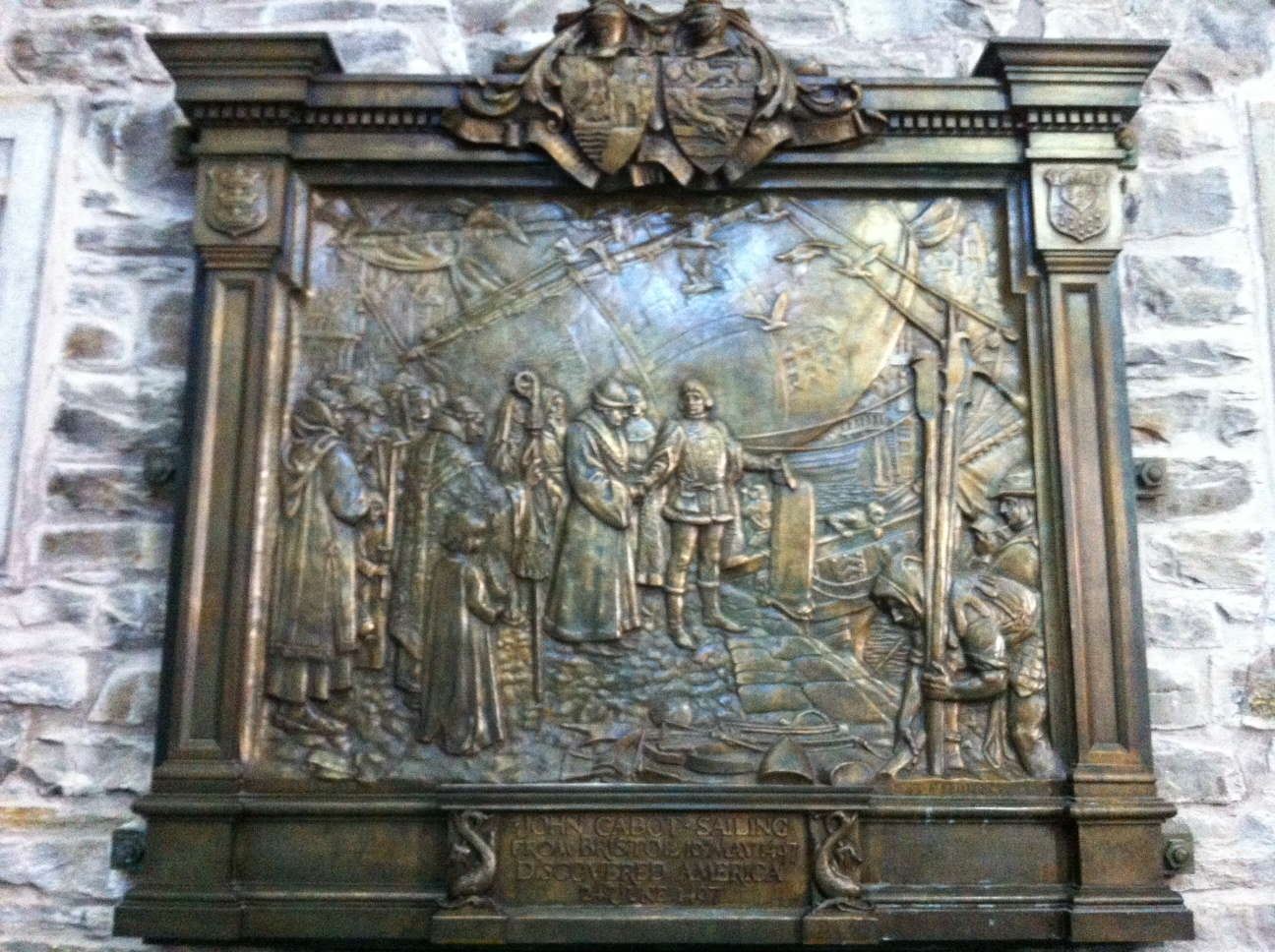
핼리팩스에 있는 존 캐벗의 상륙을 보여주는 부조

1497년 잉글랜드에서 복무하던 이탈리아의 항해자 존 캐벗이 케이프 브레튼 섬 혹은 뉴펀들랜드에 상륙하였다. 캐벗은 자신이 아시아에 상륙한 것으로 믿었다. 1520년과 1524년 사이에 몇몇의 다른 탐험가들이 서부로 아시아로 향하는 해로를 찾는 시도를 하는 동안 노바스코샤에 도달하였다. 그들은 이탈리아의 항해자 지오반니 다 베라자노와 2명의 포르투갈의 항해자 주장 알바레스 파군데스와 에스테반 고메스를 포함한다. 베라자노는 프랑스의 봉사에서 탐험을 하고 고메스는 스페인의 봉사에 항해를 하였다. 어떤 역사가들은 파군데스가 케이프 브레튼 섬에 식민지를 창립하였다고 생각한다. 1500년대 후반의 여름 동안에 프랑스와 바스크족 고기잡이 선원들은 자신들이 앞바다에서 잡은 마른 대구를 위하여 노바스코샤의 항구들을 이용하였다. 이 선원들은 매 가을 마다 프랑스로 돌아갔다.
1598년 프랑스의 앙리 4세는 대서양 캐나다의 다양한 지역에서 모피 교역의 독점을 프랑스의 귀족 마르키 드 라 로셰 - 메스구에에게 승인하였다. 라 로셰는 자신이 일 드 부르봉이라고 이름을 지은 세이븡 섬으로 대략 50명의 남자들의 원정을 동행하였다. 그해 후반에 라 로셰는 프랑스로 돌아갔으나 다른 남자들은 섬에 머물렀다. 많은 이들은 사망하였다. 하지만, 약간의 생존자들은 1603년에 귀국하는 데 자신들의 길을 만들었다.
1603년 앙리 4세는 프랑스의 귀족 피에르 뒤 가 드 몽스에게 노바스코샤를 포함한 지역에 대지와 교역 권리들을 승인하였다. 드 몽스와 사뮈엘 드 샹플랭을 포함한 다른 탐험가들은 1604년 현재의 노바스코샤 주, 뉴브런즈윅주와 메인주에 속하는 해안을 따라 함께 항해를 하였다. 샹플랭은 해안의 첫 정확한 해도를 만들었다. 노바스코샤 지방과 그 주위의 대지는 아카디아로 알려지게 되었다. 드 몽스는 뉴브런즈윅 주를 메인 주로부터 갈라지게 하는 생크루아 강의 입구에서 기지를 설립하였다. 1605년 어려운 겨울 이후에 기지는 오늘날 애나폴리스 로열 근처의 포트로열로 옮겼다. 새 정착지는 미크마크족과 모피 교역을 위한 거류지와 프랑스 선교사들의 기지로서 취급되었다.

### 아카디아에서의 투쟁

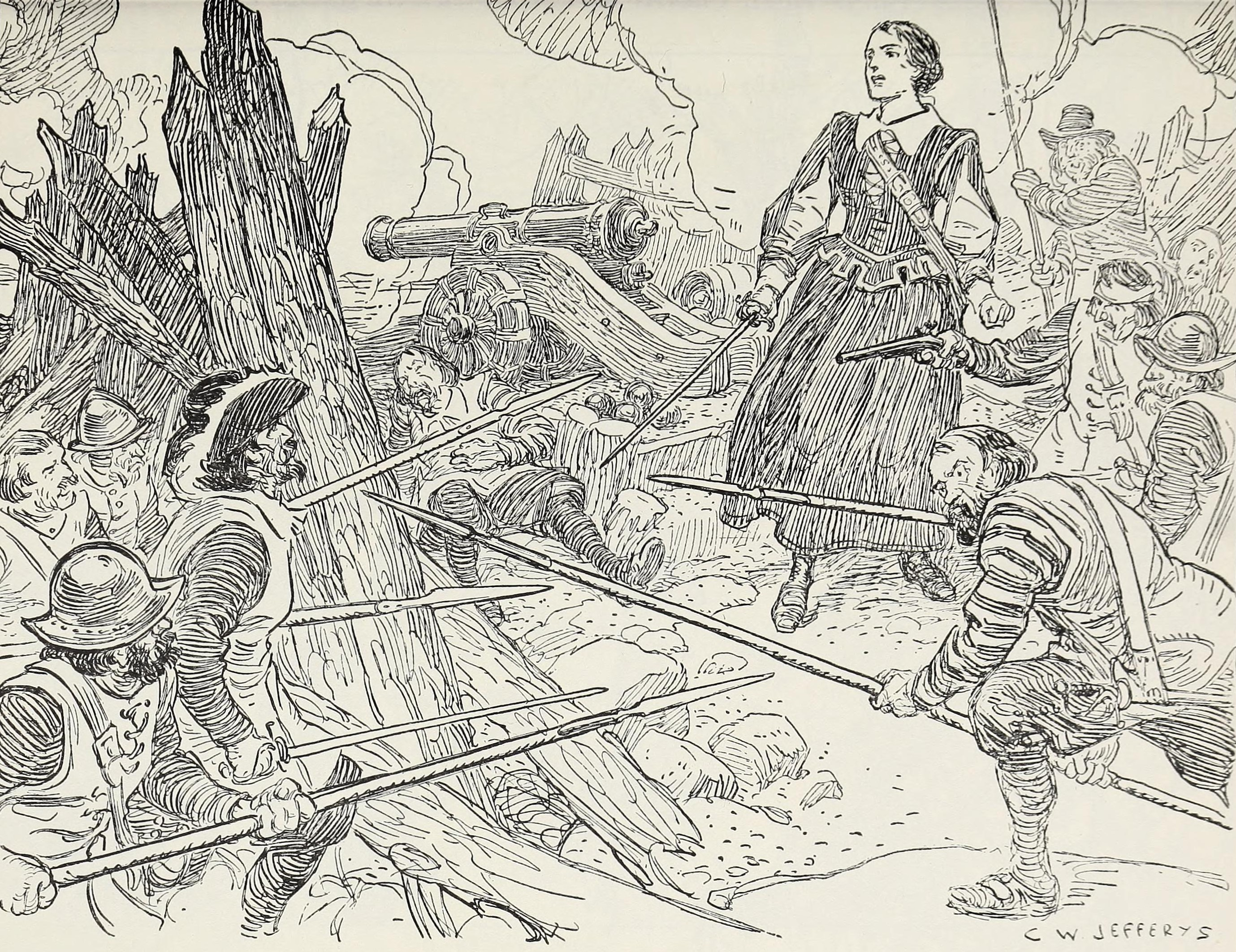
아카디아 전쟁

1613년 버지니아에서 온 잉글랜드의 원정대가 포트로열의 프랑스 정착지를 불태웠다. 선장 새뮤얼 아골이 공격을 지도하였다. 다음 150년 동안 잉글랜드인과 프랑스인이 아카디아의 통치를 위하여 서로 싸웠다.
1621년 제임스 1세로서 잉글랜드를, 제임스 6세로서 스코틀랜드를 지배한 국왕 제임스는 스코틀랜드인 윌리엄 알렉산더 경에게 대지의 승인을 만들었다. 그 승인은 오늘날의 노바스코샤 주(케이프 브레튼 섬을 포함), 뉴브런즈윅 주, 프린스에드워드아일랜드주, 그리고 메인 주와 퀘벡주의 일부들을 포함하였다. 헌장은 새로운 스코틀랜드를 의미하는 노바스코샤로 지방을 부른 국왕에 의하여 승인되었다. 1629년 알렉산더 경의 아들 윌리엄 2세 경은 포트로열에 전 프랑스인 정착지의 지대 근처에 찰스포트를 지었다. 식민지는 1632년 평화 조역이 아카디아의 통치를 프랑스에 반환할 때까지 지속되었다. 프랑스 회사에 의하여 보내진 식민주의자들은 포트로열의 통치를 차지하였으나 노바스코샤의 남해안에 라헤이브에 초기적으로 정착하였다. 1636년 경에 이 정착자들의 많은 이들은 농업을 위하여 더욱 가능성을 가진 포트로열 지역으로 다시 배치시켰다. 포트로열로 불린 그들의 주요 정착지는 원래의 포트로열 정착지로붜 대략 10 마일(16 킬로미터)이나 떨어져있다. 제방들을 지으면서 그들은 농사를 위하여 바다로부터 늪지대를 재주장하였다.
윌리엄 핍스 경 아래의 잉글랜드군이 1690년 포트로열을 포획하였다. 그러나 잉글랜드는 1697년 리즈윅 조약 아래 포트로열을 프랑스에 돌려주었다. 잉글랜드와 뉴잉글랜드에서 온 영국군의 결합된 군단이 1710년에 다시 차지하였다. 그해에 영국인들은 포트로열을 1713년에 식민지의 수도가 된 애나폴리스 로열로 이름을 바꾸었다.
프랑스는 1713년 위트레흐트 조약 아래에서 노바스코샤 본토를 포기하였다. 그 조약은 거기에 남아있던 아카디아인들의 영국 주제를 만들었다. 조역은 프랑스가 일루알(현재의 케이프 브레튼 섬)과 일생장(현재의 프린스에드워드아일랜드 주)을 간직하는 데 허락하였다. 양국은 오늘날 뉴브런즈윅 주의 대부분에 권리를 주장하였다. 프랑스인들은 지방에서 자신들의 권력을 단언하는 데 일루알에 있는 루이부르에 요새화한 타운을 지었다. 영국에 의하여 통치된 뉴잉글랜드에서 온 군인들이 영국의 왕립 해군의 원조와 함께 1745년 요새를 포획하였다. 프랑스는 1748년 유럽의 전쟁을 가라앉힌 애라샤펠 조약 아래에 다시 얻었다. 그러나 루이부르는 7년 전쟁이 일어나는 동안 1758년에 영국에게 떨어졌다.
영국인 정착자들은 1749년 핼리팩스를 설립하고 같은 해에 노바스코샤의 수도가 되었다. 1750년대에 많은 프랑스, 독일과 스위스의 개신교도들이 노바스코샤로 이주하였다.
1755년 노바스코샤 의회는 모든 아카디아인들의 국외 추방에 명령을 내렸다. 그때 영국과 프랑스는 북아메리카의 통치를 위하여 싸우고 있었으며 의회는 아카디아인들의 영국에 충성에 의심하였다. 이듬의 해들에 1763년까지 영국과 뉴잉글랜드에서 온 군인들이 강제적으로 노바스코샤, 일생장과 일루알로부터 대략 10,000명의 아카디아인들을 물러나게 하였다. 처음으로 그들은 아카디아인들을 프랑스로 보냈다. 이 대변동의 시기 동안에 병과 난선들이 많은 아카디아인들을 죽였다. 1763년 경부터 1785년까지 많은 아카디아인들이 루이지애나로 이동하였다.
또한 1700년대 동안에 영국인들은 미크마크족들과 평화와 우호 조역들의 연속들에 동의하였다. 1725년부터 1779년까지 창조된 이 조약들은 오늘날 미크마크족에 의하여 대지의 주장을 위한 근거를 형성하였다.

### 주로서의 향상

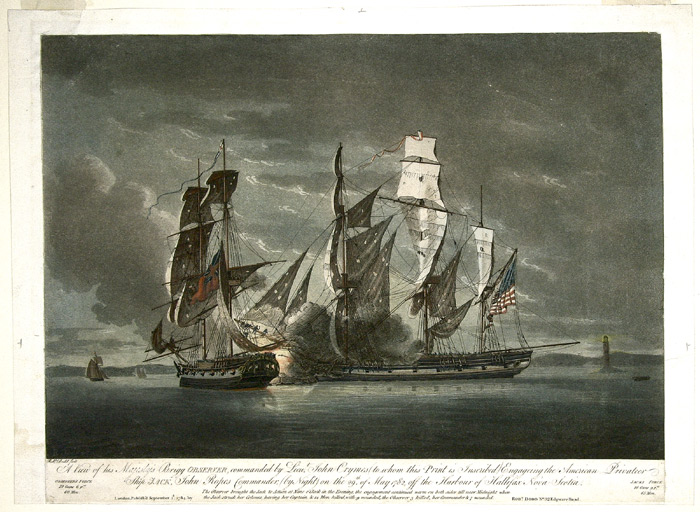
핼리팩스 해전 (1782년)

1758년 영국 정부는 대표적 회의를 선출하는 데 노바스코샤 주에서 식민주의자들을 허락하였다. 첫 회의는 핼리팩스에서 열렸으며, 주민들에게 그들의 정부에서 어떤 발원권을 주었으나 국왕에 의하여 임명된 총독과 의회는 지속적으로 주를 통치하였다. 1763년 파리 조약은 공식적으로 케이프 브레튼 섬(전의 일루알)과 세인트존스 섬(전의 일생장)을 영국에게 주었고, 그들은 노바스코샤 주의 일부가 되었다. 세인트존스 섬은 1769년 갈라진 식민지가 되어 1799년 프린스에드워드아일랜드로 이름이 바뀌었다. 케이프 브레튼 섬은 1784년부터 1820년 또 다시 노바스코샤 주의 일부가 될 때까지 갈라진 식민지로서 존재하였다.

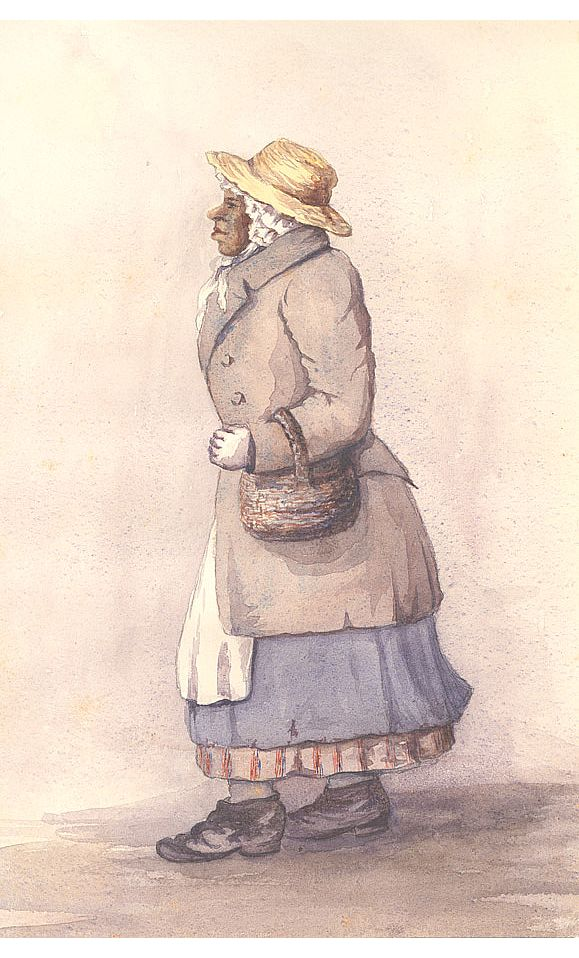
노바스코샤 주로 건너온 흑인 왕당파 로즈 포춘. 후에 성공적인 비지니스우먼과 캐나다의 첫 여성 경찰이 되었다.

1760년 뉴잉글랜드인들을 실은 20척 이상의 배들이 노바스코샤 주에 도착하였다. 뉴잉글랜드인들은 아카디아인들이 재주장한 기름진 늪의 대지들을 차지하고 그들은 많은 새로운 정착지들을 설립하였다. 미국 독립 전쟁이 일어는 동안과 그 후에 미국으로부터 대략 35,000명의 주민들이 노바스코샤 주에 왔다. 왕당파로 불린 이 주민의 대부분은 독립 전쟁에서 영국에 싸우는 것을 거부한 영국의 식민주의자들이었다. 그들은 셸번을 설립하고, 또한 가이즈버러, 딕비와 다른 타운들에 정착하였다. 어떤 왕당파들은 노바스코샤 주에서 노예 제도로부터 자유가 약속된 흑인들이었다. 왕당파들의 수는 1763년 이래 영국이 노바스코샤의 일부로서 통치한 오늘날의 뉴브런즈윅 주에 정착하였다. 1784년 뉴브런즈윅은 자신의 행정과 함께 갈리진 식민지가 되었다.
스코틀랜드에서 온 프로테스탄트와 로마 가톨릭교회 등 기독교인들이 1773년에 동부 노바스코샤 주에 도착하기 시작하였다. 그들은 다음 50년 동안 지속적으로 큰 수에 이민을 와서 후에 픽토우와 앤티고니시 카운티들이 된 지역에 주요 단체가 되었다. 아일랜드의 가톨릭 이민들도 또한 1800년대 초반에 도착하여, 주로 핼리팩스와 그 주위에 정착하였다. 미영 전쟁이 일어나는 동안에 더 많은 흑인들이 미국에서 왔다.
1848년 영국 정부는 노바스코샤 주에게 식민지의 행정 내각에 선출된 대표 회의 권안을 주었다. 거기서 노바스코샤 주는 대영 제국 안에서 최초의 자치 정부 식민지가 되었다. 노바스코샤 주의 강렬한 편집자이자 정치인 조지프 호우는 자치 정부를 위한 싸움을 이끌었다.
1800년대 동안에 노바스코샤 주는 번창하는 산업과 늘어나는 세계 무역과 함께 번영하였다. 조선 회사들은 상선을 짓는 데 주의 산림에서 온 재목을 이용하였다. 1860년으로 봐서 노바스코샤 주는 세계에서 가장 큰 상선 함대들의 하나를 가졌다.
1867년 노바스코샤 주는 캐나다 자치령으로 불린 연방을 형성하는 데 뉴브런즈윅 주, 온타리오주와 퀘벡주와 함께 가입하였다. 그러나 많은 노바스코샤 주민들은 연합에 반대하였고 연방을 후원한 지도자들을 축출하였다.
다음 25년은 노바스코샤 주를 위한 경제적 어려움의 시기였다. 투자자들은 주를 산업화하는 데 비성공적인 노력에서 해운을 포기하였다. 하지만, 1890년대 후반 동안에 석탄과 제철 산업이 번영하기 시작하였다.

### 1900년대 초반에서 중반

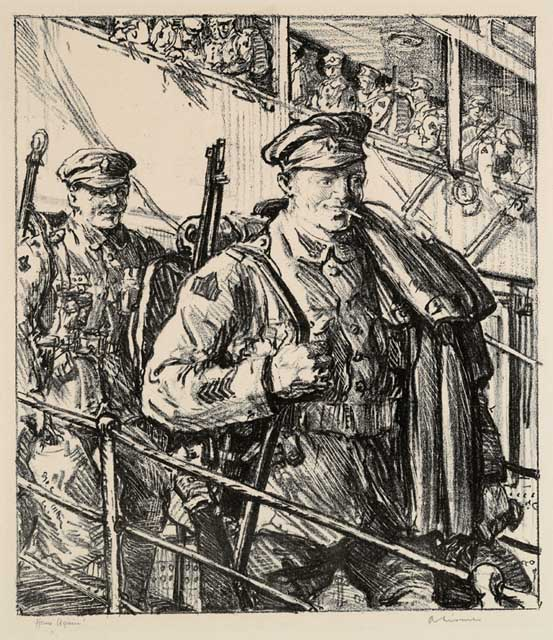
제1차 세계 대전에 참전한 군인들이 귀국하는 모습을 그린 삽화

제1차 세계 대전 동안 핼리팩스에는 북아메리카와 유럽 사이를 오가는 연합국 호송선을 위한 본부가 위치하게 되었는데, 1917년 폭발물을 실은 프랑스 배가 마침 핼리팩스 항구에 정박한 노르웨이 배와 충돌하여 폭발하였다. 이 폭발로 인해 대략 2,000명의 주민들이 사망하고 도시의 거의 모든 부분이 피해를 입기도 하였다. 제1차 세계 대전에 이어 노바스코샤 주는 경제적 위기와 정치적 불안을 함께 경험하면서 많은 주민들이 떠났다. 잠시 번성하였으나, 제2차 세계 대전이 발발하면서 다시 어려운 시간을 경험하게 된다.

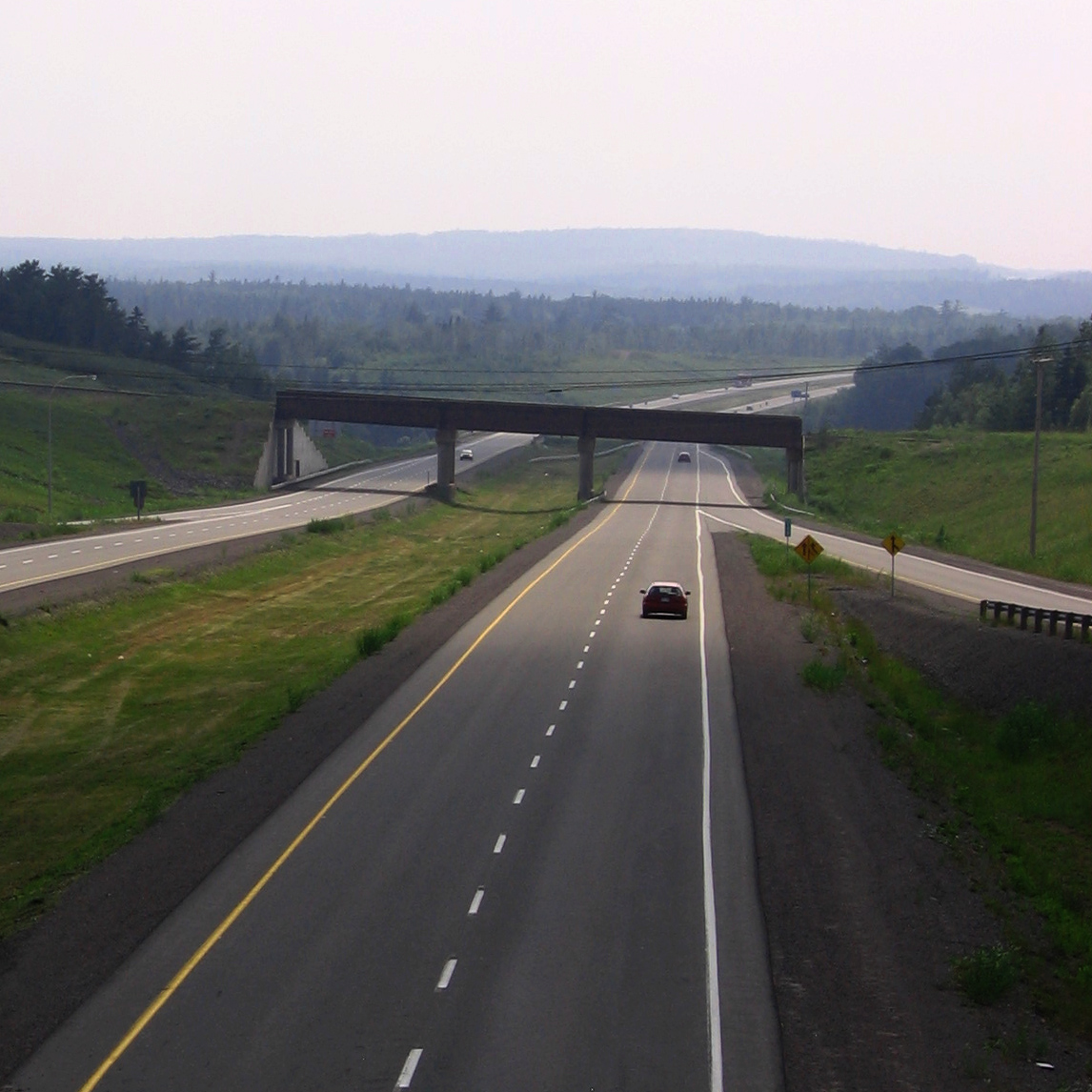
캐나다 횡단도로의 노바스코샤 주 부분

1950년대 중반에 캐나다의 전부의 전후 번영이 노바스코샤 주에 새어나기 시작하였고 주의 경제가 자라났다. 학교, 병원과 근대의 도로들이 건설되고 캐나다 횡단도로의 노바스코샤 주 부분이 지어졌다. 1955년 주의 본토와 케이프 브레튼 섬을 잇는 캔소 인도가 완공되어 주의 경제 번창과 관광업의 확장에 공헌하였다. 이 시기 동안에 주민들이 주의 도시 지역들로 이주하면서 노바스코샤 주의 시골 인구가 쇠퇴하였다.
1950년대 동안에 캐나다의 연방 정부와 노바스코샤 주 정부는 주 안에서 경제의 번창을 촉진하는 일을 하였다. 주와 연방의 대리들의 연속은 기간이 지난 산업을 문 닫고 새로운 것들을 끌어들이는 추구를 하였다. 이 대리들은 산업 소유지 유한 회사(1957년 설립), 케이프 브레튼 개발 주식 회사(1967년), 시드니 제철 주식 회사(1969년)과 노바스코샤 전력 주식 회사(1973년)를 포함하였다.
산업과 항구 시설들의 확장은 1970년대에 노바스코샤 주의 경제를 향상시키는 도움을 주었다. 예를 들어 1970년 큰 컨테이너 상선들을 다루는 데 핼리팩스 항구에서 컨테이너 터미널이 개장되었다 1970년대 초반 동안에 캔소 해엽의 기슭에 산업 공원이 지어졌다.

### 최근의 발전
1900년대 후반과 2000년대 초반에 몇몇의 중요한 경제적 개발들이 노바스코샤 주에서 일어났다. 화물, 특히 컨테이너 상선들의 늘어나는 양들을 다루는 데 주를 핼리팩스 항구에서 확장되고 계량된 시설들이 할 수 있게 하였다. 세이블 섬 근처에서 1970년대에 발견된 천연가스의 생산이 1999년에 시작되었다. 추가로 유람선들은 큰 관광객들의 큰 수를 노바스코샤 주, 특히 핼리팩스로 데려왔다.
하지만 주는 또한 경제적 도전을 향하기도 하였다. 1990년대 동안에 연방 예산에 균형을 이루는 노력들이 감소된 주를 위한 기금으로 이끌었다. 결과로서 정부의 기획들이 전환되었다 어떤 지방 자치제 정부들, 병원과 학교부, 그리고 더 높은 교육의 연구소들이 돈을 모으는 데 노력에서 합쳐졌다. 1992년 정부는 주의 전기 서비스의 주요 공급자 노바 스코샤 전력 회사를 개인적 투자자들에게 팔았다. 추가로 대서양 캐나다의 대구 잡이 산업이 사실상 남획의 이유로 쇠약해졌다.

## 경제

### 서비스업

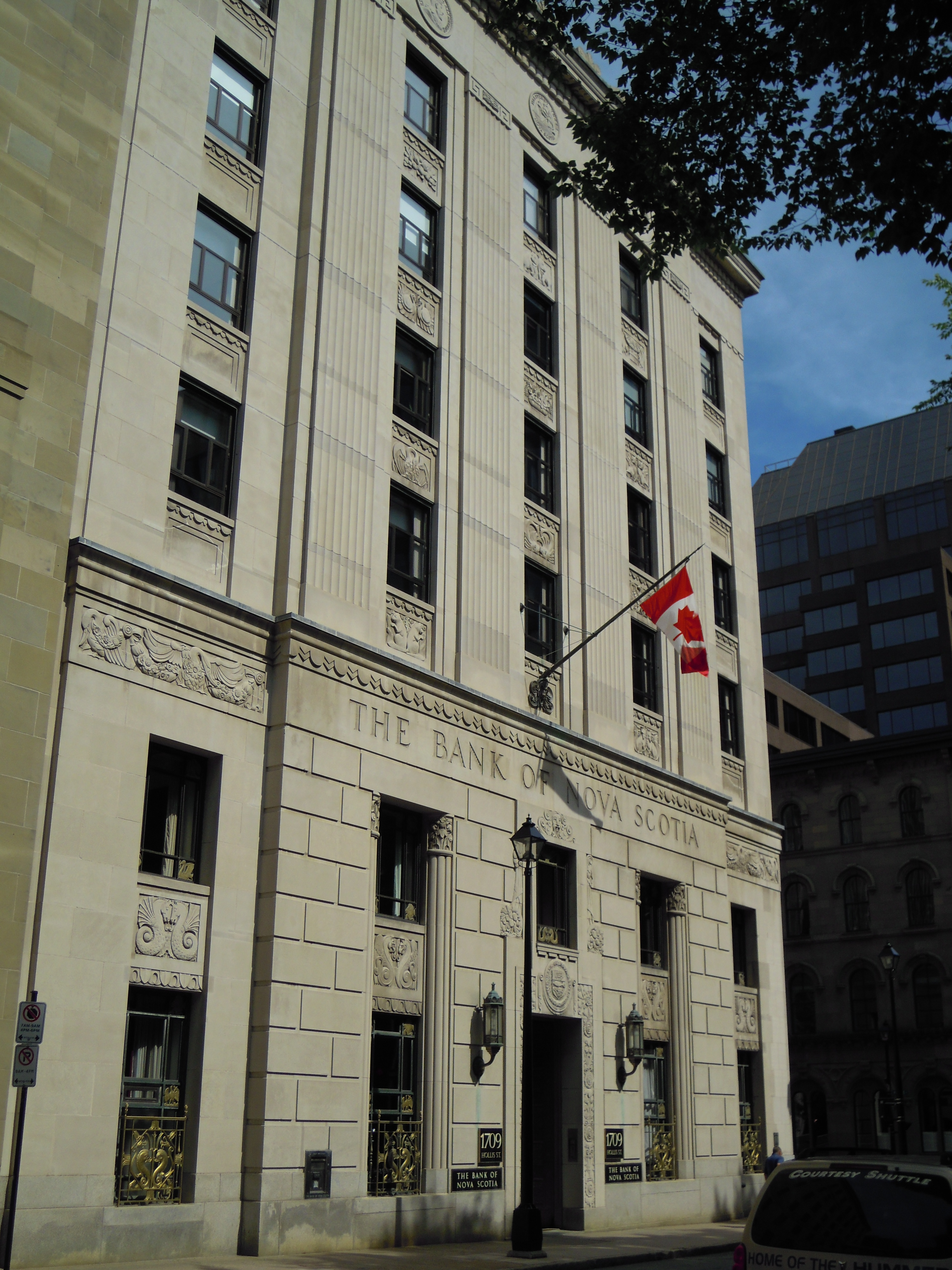
핼리팩스의 노바스코샤 은행

서비스업은 노바스코샤 주의 국내 총생산의 가장 큰 부문을 생산한다. 서비스업들은 노바스코샤 주민의 다수를 고용한다. 많은 이 산업들은 핼리팩스 지역에 있다.
주도인 핼리팩스는 연방과 주 정부 활동들의 중심지이다. 핼리팩스 지역은 대서양 주들에서 가장 큰 금융의 중심지이다. 도시는 또한 노바스코샤 주에서 무역과 관광업의 중심지이기도 하다. 큰 해군 기지가 핼리팩스에서 운영된다.

### 제조업
노바스코샤 주의 제조업의 거의는 주의 자역적 자원들의 가공에 중심을 잡았다. 식품과 음료 가공업은 지도적인 활동이다. 식품은 낙농제품, 생선 제품, 정육과 가금육, 그리고 저장된 과일을 포함한다. 목재와 종이 제품들의 제조업도 또한 주에 중요하다.
노바스코샤 주에서 공장들은 또한 항공 우주 제품, 항공기 부품, 보트와 배들을 제조하기도 한다. 큰 미쉐린 타이어 공장들은 브리지워터, 켄트빌과 뉴글래스고 근처에서 운영된다. 핼리팩스 지역은 석유 정제소를 가지고 있다.

### 수산업

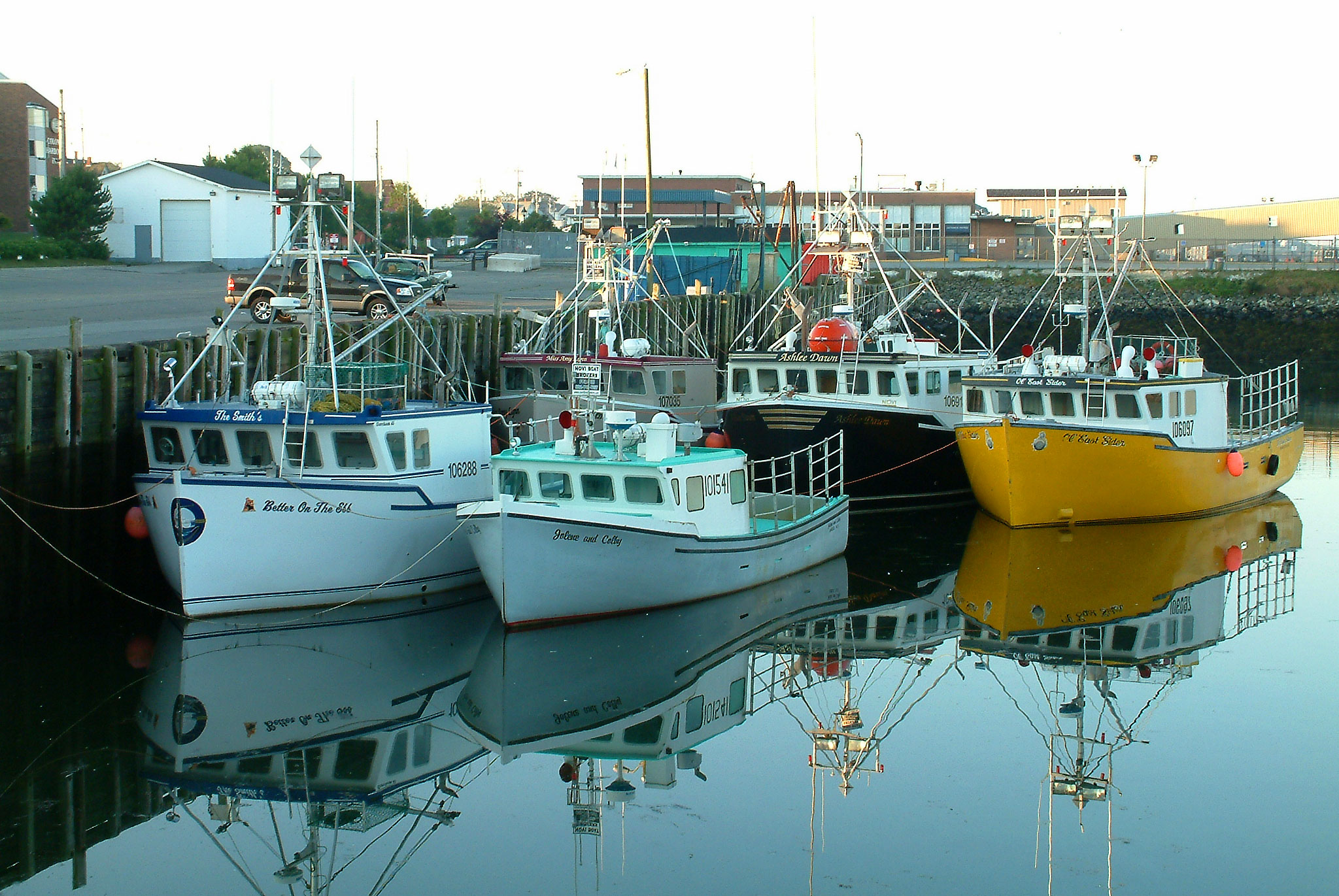
야머스의 가재 잡이 보트

노바스코샤 주는 생선 잡이의 가치에서 주들 중에 첫째로 랭킹에 들어와있다. 가재는 노바스코샤 주의 가장 가치적인 잡이이다. 주에 둘러싸인 바닷물에서 한번은 중요하던 대구는 거대하게 고갈되었다. 생선 양식은 대서양 해안을 따라서의 바닷물과 브래스 도어 레이크에서 증가적으로 중요해졌다.

### 광업
노바스코샤 주의 가장 가치적인 미네랄 산품들은 석고, 천연가스와 석유이다. 천연가스와 석유는[노바스코샤 주의 남동부 해안에 놓인 세이블 섬 근처에서 체굴된다. 석고는 핸츠, 인버네스와 빅토리아 카운티들에서 왔다.

### 농업
가축과 축산물은 주의 농장 소득의 대부분을 마련한다. 우유는 지도적인 농산물이다. 주요 낙농업 지방들은 콜체스터 카운티와 애너폴리스 밸리에 있다. 주에서 다른 중요한 농산물은 육우, 닭과 달걀, 그리고 돼지이다.
사과, 블루베리와 딸기는 노바스코샤 주의 가장 가치적인 과일들이다. 장식용 꽃들과 종묘 산품들의 재배도 또한 중요하다. 크리스마스 트리 종묘들 이 부문의 지도적인 일부이다.

### 임업
노바스코샤 주의 산림들은 주의 펄프와 종이 공장, 제재소, 소형선 조선소와 가구 공장들을 위한 목재를 공급한다. 단풍나무와 자작나무는 주의 주요 활엽수이다. 주요 침엽수는 발삼 전나무와 가문비나무를 포함한다.

## 주민

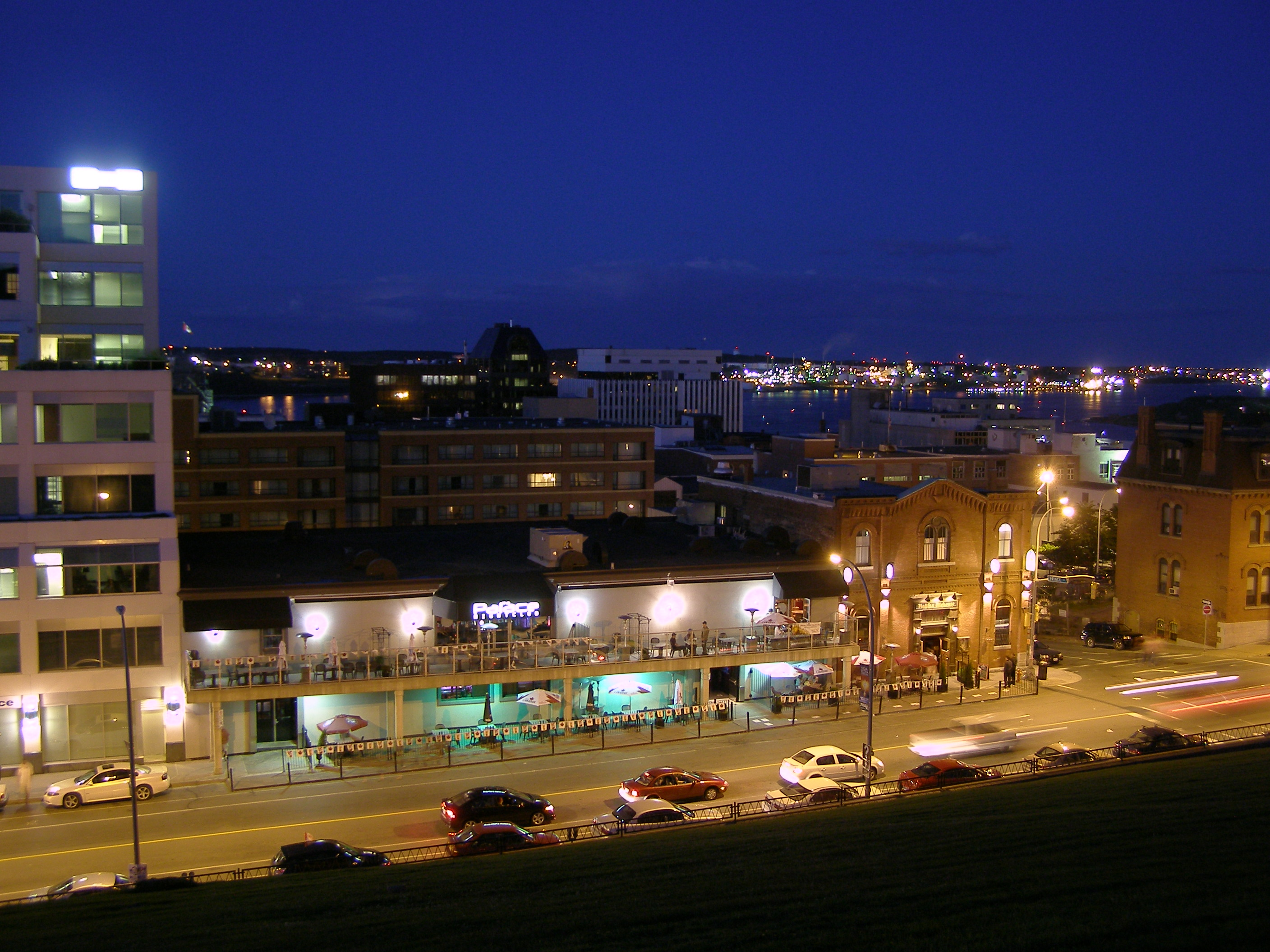
다운타운 핼리팩스의 야경

2006년 캐나다 인구 조사국은 노바스코샤 주의 인구가 913,462명이라고 보고하였다. 주의 인구는 2001년에 보고된 총 908,007명에서 1 퍼센트 이하로 증가하였다.
노바스코샤 주민의 대다수는 원래 영국과 아일랜드에서 온 조상들을 가지고 있다. 다른 주민들의 중요한 수들은 프랑스, 독일, 네덜란드, 아프리카와 미크마크 계통이다. 케이프 브레튼에서 주민들의 소수는 아직도 자신들의 스코틀랜드인 조상의 게일어를 사용하고 있다. 노바스코샤 주에서 더욱 큰 수의 아카디아인과 미크마크 족은 아직도 제마다 프랑스어와 미크마크어를 쓰고 있다.
핼리팩스는 노바스코샤 주의 주도이며, 멀리서 주의 3개의 지방 자치제 중에 가장 크다. 그 자치제는 핼리팩스, 다트머스와 베드퍼드의 공동체들을 포함한다. 핼리팩스는 노바스코샤 주에서 주요 철도와 항공 터미널은 물론, 캐나다에서 가장 중요한 항구들 중의 하나이다. 핼리팩스 지방 자치제는 캐나다 통계에 의하여 밝혀진 대로 주의 단 하나의 인구 조사국 메트로폴리탄 지역의 인구 중심지를 포함한다.
노바스코샤 주의 두번째로 가장 큰 지방 자치제는 케이프 브레튼 지방 자치제이다. 그 자치에는 케이프 브레튼 섬에 있고, 시드니와 글레이스 만의 공동체들을 포함한다.

## 같이 보기
- 루이스버그 요새